# Quercus montana
 (novembre 2018).
Si vous disposez d'ouvrages ou d'articles de référence ou si vous connaissez des sites web de qualité traitant du thème abordé ici, merci de compléter l'article en donnant les références utiles à sa vérifiabilité et en les liant à la section « Notes et références ».
Espèce
Statut de conservation UICN

 LC  : Préoccupation mineure
Quercus montana est une espèce de chêne appartenant à la section des chênes blancs (Quercus sect. Quercus), dans la famille des Fagaceae.  Elle est originaire de l'Est de l'Amérique du Nord, où elle est parfois appelée « chêne-pierre » car on la trouve souvent sur les montagnes et dans des habitats rocheux.

## Répartition et habitat
L'arbre se rencontre aux nord-est des États-Unis et est surtout concentré au niveau des montagnes Appalaches. Il est l'un des arbres les plus présents dans les cimes du sud du Maine jusqu'au nord-est du Mississippi. On le trouve aussi au Kentucky, dans le Tennessee, en Caroline du Sud et en Caroline du Nord. On le retrouve également par endroits au sud du Canada dans l'extrême sud de la province de l'Ontario. On le retrouve particulièrement dans des régions montagneuses et sur des sols en général rocheux.

## Description
En règle générale, il mesure de 20 à 30 m de haut et peut occasionnellement atteindre 40 à 43 m. Le chêne châtaignier est vite identifiable par son écorce écailleuse très creusée de couleur brun-gris sombre, la plus épaisse de tous les chênes de l'est de l'Amérique du Nord. Ses feuilles font entre 12 et 20 cm de long sur 6 à 10 cm de large possédant de 10 à 15 lobes sur chaque bord. Ces feuilles ressemblent fortement aux feuilles du chêne-châtaignier des marais et du chêne jaune. Ces arbres sont néanmoins identifiables par l'écorce qui est différente. Le chêne jaune a en effet un tronc gris-cendre clair et celui du chêne-châtaignier des marais est gris-cendre pâle. Les glands du chêne jaune sont par ailleurs plus petits. Cette ressemblance a parfois prêté à confusion chez les botanistes qui ont dans le passé considéré qu'il s'agissait d'une même espèce. Un autre moyen d'identification est de regarder l'habitat de l'arbre. Le chêne châtaignier apprécie les terrains rocheux alors que le chêne-châtaignier des marais apprécie les terrains humides.

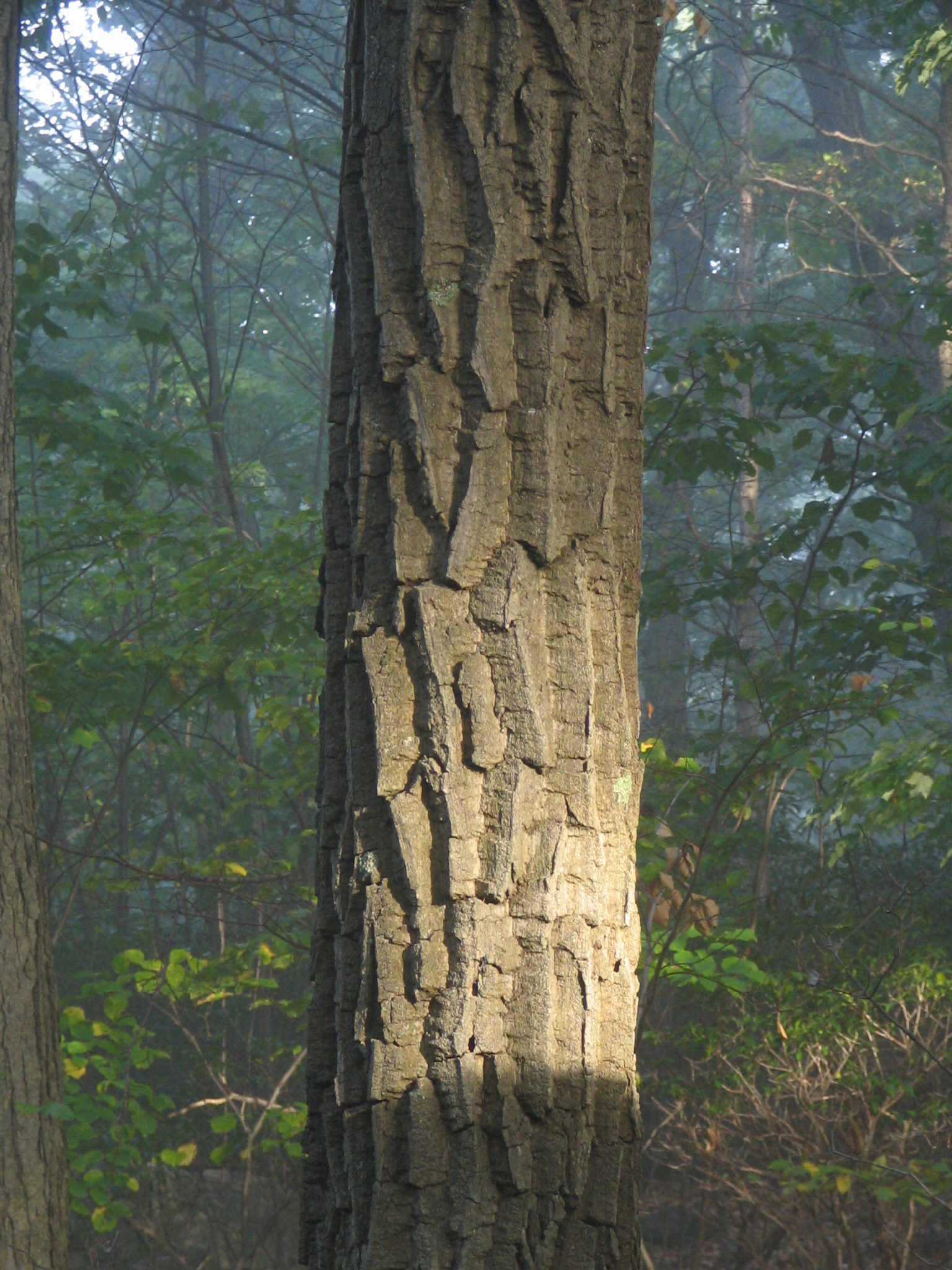
Écorce distinctive du chêne châtaignier.

Les glands font de 1,5 à 3 cm de long pour 1 à 2 cm de large. En Amérique du Nord, ils ne sont dépassés que par les glands du Chêne à gros fruits, ce qui en fait des sources de nourriture importantes pour la faune sauvage.
- Tronc : sombre, fissuré de larges fentes, écailleux. Branches vigoureuses, d'abord vert-bronze ensuite brun-rougeâtre et finalement gris sombre ou brun.
- Bois : brun sombre, dur, résistant et durable au contact du sol. Utilisé pour des clôtures et billes de chemin de fer.
- Bourgeon hivernal: brun châtaigne léger, ovale, pointu, 10 à 20 mm de long.
- Feuilles : caduques, alternées, 12 à 20 cm de long sur 6 à 10 cm de large, obovales, arrondies à la base, dentée avec pointes sur les bords et pointe terminale arrondie. Jeune, pubescente en dessous, jaune vert ou bronze, brillante. Une fois mature, vert sombre au-dessus et couleur vert pâle et pubescent en dessous. En automne, devient jaune à jaune brun. Pétioles courts.
- Fleurs : en mai à un tiers de la croissance des feuilles au printemps. Étamines en chatons touffus de 5 à 8 cm de long ; jaune pâle,
- Glands : annuels, simples ou par paires ; fruit ovale, arrondi ou pointu au bout, brun clair, brillants, 1,5 à 3 cm de long pour 1 à 2 cm de large, possèdent une coupe à la base fine brun clair un peu rougeâtre et rugueux en extérieur avec petites écailles[2].

## Utilisation et culture
Cet arbre n'est pas un bois très employé en menuiserie non pas à cause de sa qualité mais parce que son tronc n'est pas très rectiligne et parce que les branches descendent très bas sur son tronc ce qui empêche d'avoir de belles planches. Mais si celui-ci grandit dans de bonnes conditions, son bois peut alors être très apprécié. Son bois est alors commercialisé sous l'appellation mixed white oak (Chêne blanc mixte).

## Synonyme
- Quercus prinus auct. pl., c'est-à-dire Quercus prinus comme l'imaginaient à tort beaucoup d'auteurs. On distingue, en effet, Quercus prinus auct. pl. de Quercus prinus L. qui est le seul nom valide en nomenclature. Quercus prinus L. correspond à la description qu'a faite Carl von Linné, auteur de ce nom. Sa description était ambiguë et devait concerner une autre espèce de chêne, qui devait être Quercus michauxii Nutt.. De fait, comme expliqué précédemment, ces espèces sont très proches.
En conclusion, Quercus prinus L. est synonyme à Quercus michauxii Nutt. mais beaucoup d'auteurs ont employé Quercus prinus pour désigner Quercus montana Willd..